# Криптонім
Криптонім (від дав.-гр. κρυπτός — «прихований», таємний, грец. óνομα — «ім'я») — псевдонім, який не припускає можливості ототожнити з ним ту чи іншу конкретну особу; іншими словами — ім'я, розраховане на те, щоб приховати справжнього автора твору.
Криптонімом зазвичай користуються при оприлюдненні ризикованих в тому або іншому відношенні творів («Роман з кокаїном» М.Агеєва, «Історія Про» Поліни Реаж) і/або тоді, коли ці твори в тому або іншому відношенні відрізняються від тієї творчої діяльності, з якою вже міцно зв'язано справжнє ім'я автора (криптонім Б.Акунін, узятий відомим філологом-японістом і перекладачем Григорієм Чхартішвілі при публікації своїх детективних романів). У разі успіху криптоніми часто розкриваються і перетворюються на звичайні псевдоніми або гетероніми. Найпоширенішими формами криптонімів є ті, що походять від прізвищ та імен авторів.
З переліком українських криптонімів можна ознайомитися в «Словнику українських псевдонімів та криптонімів (XVI—XX ст.)» Олексія Дея.